# Dendropsophus elianeae
Dendropsophus elianeae là một loài ếch thuộc họ Nhái bén.
Loài này có ở Brasil và có thể cả Paraguay.
Môi trường sống tự nhiên của chúng là xavan ẩm, vùng cây bụi ẩm khu vực nhiệt đới hoặc cận nhiệt đới, đầm nước ngọt, và đầm nước ngọt có nước theo mùa.
Chúng hiện đang bị đe dọa vì mất môi trường sống.

## Hình ảnh

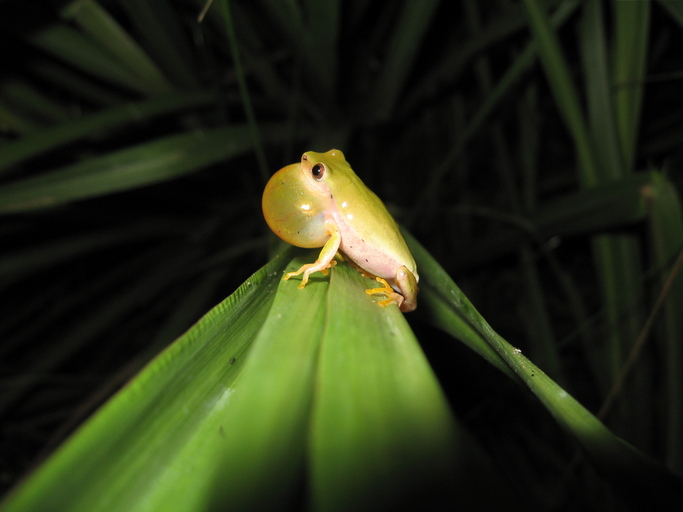